# Блант, Джеймс
Джеймс Хиллиер Блант (англ. James Blunt, настоящее имя James Hillier Blount, род. 22 февраля 1974) — британский певец, музыкант и автор текстов песен. Профессиональный военный, танкист, офицер (капитан) британской армии в отставке.

## Биография

### Ранние годы
Родился в семье потомственного военного, британского полковника Чарльза Бланта и его жены Джейн. Детство провёл в Англии, на Кипре и в Германии, где служил отец, офицер Корпуса армейской авиации. В 16 лет получил лицензию пилота. Поступил в Бристольский университет на факультет авиастроения, спонсируемый армией. После окончания был обязан не менее 4 лет отслужить в войсках.

### Служба в армии
Прошёл подготовку в Королевской военной академии Сандхёрст, был младшим лейтенантом в полку Life Guards Дворцовой кавалерии, где дослужился до звания капитана.
В 1999 году во время бомбардировок Югославии Блант командовал танковым подразделением в войсках НАТО на македоно-югославской границе.
Участвовал в противостоянии у приштинского аэропорта Слатина, против российских ВДВ, где, вопреки приказу генерала Уэсли Кларка, проявил сдержанность, чем предотвратил эскалацию конфликта.12 июня 1999 года танковое подразделение Британской армии, которое входило в состав сил быстрого реагирования НАТО, под командованием капитана Джеймса Бланта получило приказ атаковать сводный батальон российских десантников, занявший стратегически важный аэродром Слатина. По многочисленным свидетельствам самого Бланта и других участников тех боевых действий, приказ Джеймсу поступил из штаба Уэсли Кларка. Несмотря на наличие полноправной юрисдикции американской стороны, Блант попросил подтвердить приказ у своего непосредственного начальства — штаба командующего британским контингентом Майкла Джексона. Только спустя несколько минут от британской стороны последовала отмена приказа на атаку. Блант, вспоминая про этот инцидент, не раз заявлял, что со всей ответственностью понимал возможные последствия боевых действий с российскими десантниками, и именно поэтому потребовал подтверждения приказа.
Уволился из армии 1 октября 2002 года.
Наряду с представителями королевской фамилии является Почётным гвардейцем.

### Музыкальная карьера
Учился игре на пианино. Играл в школьном мюзикле. Слушал Queen и Dire Straits. В 2002 году собрал на демо свои лучшие песни и через несколько месяцев заключил договор на менеджмент и запись альбома. Блант познакомился с Линдой Перри, автором песен и продюсером многих музыкантов, среди которых Пинк и Кристина Агилера. Вскоре подписал контракт с её звукозаписывающей студией Custard Records.
В 2003 году Блант отправился в Калифорнию записывать свой первый альбом вместе с Томом Ротроком, продюсером Элтона Джона.
В 2007 году в финале фильма «P.S. Я люблю тебя» использована композиция «Same Mistake». 29 июня 2010 г. сыграл акустический концерт на борту Boeing 767 на высоте 42000 футов или почти 13 километров.
В 2011 году посетил Москву и Санкт-Петербург в рамках тура в поддержку альбома Some Kind of Trouble.
В мае 2013 года закончил запись 4-го студийного альбома, продюсером которого выступил Том Ротрок, работавший с ним над первыми двумя пластинками — Back to Bedlam и All the Lost Souls. 4-й альбом под названием «Moon Landing» вышел в октябре 2013 года. 23 января 2017 года певец опубликовал в своем твиттере видеообращение ,в котором объявил что пятый альбом выйдет 27 марта и будет называться  The Afterlove.
В мае 2018 года Блант посетил с концертами Санкт-Петербург и Москву.

## Дополнительная информация
В армии он был капитаном команды по горным лыжам. Его любимый футбольный клуб — «Челси». Имеет дом неподалёку от домашнего стадиона клуба «Стемфорд Бридж».
Принимал участие как гость в телепрограмме Top Gear. Сезон 21, серия 3.
Выступил как секретный участник в телепрограмме The Voice of Germany. Сезон 2021.

## Дискография

### Студийные альбомы
| Год  | Название                                                                                                   | Позиции | Позиции | Позиции | Позиции | Позиции | Позиции | Позиции | Позиции | Позиции | Позиции | Позиции | Продажи                                                             |
| Год  | Название                                                                                                   | U.S.    | UK      | IE      | FR      | AT      | DE      | IT      | NL      | BEL     | CH      | AU      | Продажи                                                             |
| ---- | --- | ------- | ------- | ------- | ------- | ------- | ------- | ------- | ------- | ------- | ------- | ------- | ------------------------------------------------------------------- |
| 2004 | Back to Bedlam - Выпуск: 4 октября 2004 - Издатели: Custard, Atlantic - Формат: CD, digital download       | 2       | 1       | 1       | 2       | 1       | 1       | 5       | 2       | 1       | 1       | 1       | - BPI certification: 10x platinum - RIAA certification: 2x platinum |
| 2007 | All the Lost Souls - Выпуск: 17 сентября 2007 - Издатели: Custard, Atlantic - Формат: CD, digital download | 7       | 1       | 1       | 1       | 1       | 1       | 1       | 2       | 4       | 1       | 1       | - BPI certification: 2x platinum - RIAA certification: Gold         |
| 2010 | Some Kind of Trouble - Выпуск: 8 ноября 2010 - Издатели: Custard, Atlantic - Формат: CD, digital download  | -       | -       | -       | -       | -       | -       | -       | -       | -       | -       | -       | - Всего: - В США: - BPI certification: - RIAA certification:        |
| 2013 | Moon Landing - Выпуск: 18 октября 2013 - Издатели: Custard, Atlantic - Формат: CD, digital download        | -       | -       | -       | -       | -       | -       | -       | -       | -       | -       | -       | - Всего: - В США: - BPI certification: - RIAA certification:        |
| 2017 | Afterlove Выпуск : 27 марта 2017                                                                           |         |         |         |         |         |         |         |         |         |         |         |                                                                     |
| 2019 | Once Upon a Mind                                                                                           |         |         |         |         |         |         |         |         |         |         |         |                                                                     |

### Компиляции и концерты
| Год  | Название | Позиции | Позиции | Позиции | Позиции | Позиции | Позиции | Позиции | Позиции | Позиции | Позиции | Позиции | Продажи                      |
| Год  | Название | U.S.    | UK      | IE      | FR      | AT      | DE      | IT      | NL      | BEL     | CH      | AU      | Продажи                      |
| ---- | --- | ------- | ------- | ------- | ------- | ------- | ------- | ------- | ------- | ------- | ------- | ------- | ---------------------------- |
| 2006 | Chasing Time: The Bedlam Sessions[A] - Выпуск: 21 февраля 2006 - Издатели: Custard, Atlantic - Формат: CD/DVD         | -       | 1       | -       | 8       | 1       | 1       | 1       | 17      | 1       | 2       | 1       | - В Великобритании: 100 тыс. |
| 2015 | I'll Take Everything - The Platinum Collection - Выпуск: 4 сентября 2015 - Издатели: Custard, Atlantic - Формат: 4xCD |         |         |         |         |         |         |         |         |         |         |         |                              |
| 2021 | The Stars Beneath My Feet (2004–2021) - Выпуск: 19 ноября 2021 - Издатели: Atlantic - Формат: LP, CD, 2xCD, ЦД        |         |         |         |         |         |         |         |         |         |         |         |                              |